# San Narciso (Zambales)
San Narciso è una municipalità di quarta classe delle Filippine, situata nella Provincia di Zambales, nella regione di Luzon Centrale.
San Narciso è formata da 17 baranggay:
- Alusiis
- Beddeng
- Candelaria (Pob.)
- Dallipawen
- Grullo
- La Paz
- Libertad (Pob.)
- Namatacan
- Natividad (Pob.)
- Omaya
- Paite
- Patrocinio (Pob.)
- San Jose (Pob.)
- San Juan (Pob.)
- San Pascual (Pob.)
- San Rafael (Pob.)
- Siminublan